# Lukovo, Bulgarien
Lukovo (bulgariska: Луково) är ett distrikt i Bulgarien.   Det ligger i kommunen Obsjtina Svoge och regionen Sofijska oblast, i den västra delen av landet, 20 km norr om huvudstaden Sofia.
I omgivningarna runt Lukovo växer i huvudsak lövfällande lövskog. Runt Lukovo är det ganska tätbefolkat, med 179 invånare per kvadratkilometer.